# Майк Коннорс
Майк Коннорс (англ. Mike Connors), настоящее имя Крикор Оганян (Krekor Ohanian, Jr.; 15 августа 1925, Фресно, Калифорния, США — 26 января 2017, Тарзана, Калифорния, США) — американский актёр и телеведущий, наиболее известный по роли детектива Джо Мэнникса в телесериале CBS «Мэнникс» и игравший также в сериалах «Крутой Уокер», «Перри Мейсон», «Полицейская история», «Мэверик» и «Она написала убийство». Обладатель ряда номинаций разных лет и институций и премии «Золотой глобус» 1970 года за лучшую телевизионную мужскую роль.

## Биография и карьера
Родился в семье эмигранта из Армении поверенного Крикора Оганяна (1881—1944) и его жены Алисы (1898—1978). Помимо него в семье было две дочери, Дороти и Арпесри.
Начиная со средней школы, активно увлекался баскетболом, получив прозвище «Тач» (Touch). Во время Второй мировой войны служил в ВВС США, где также продолжал играть в баскетбол и заинтересовал тренера команды Калифорнийского университета в Лос-Анджелесе (UCLA) Уилбура Джонса. После войны по желанию умершего к тому времени отца и настоянию матери поступил на юридический факультет UCLA, получив про протекции Джонса спортивную стипендию. Играл в университетской баскетбольной команде под руководством тренера Джона Вудена; был членом студенческого братства Фи-Дельта-Тета.
В период учёбы в университете познакомился и позднее в 1949 году женился на Мэри Лу Уилли, ставшей матерью его двоих детей, сына Мэтью Ганнера и дочери Даны.

### Актёрская карьера
После посещения игры в университете другом Уилбура Джонса, режиссёром Уильямом Уэллманом, обратившим внимание на выразительное лицо студента-спортсмена и (при знакомстве с командой) его хороший голос, получил предложение стать актёром.
Начал карьеру в небольших ролях в фильмах 1950-х годов «Внезапный страх» (1952), «Небесный остров» (1953), «Пять ружей Запада» (1955), «День, когда Земле пришёл конец» (1955), «Болотные женщины» (1956) и других под псевдонимом Тач Коннорс. По воспоминаниям самого Коннорса в интервью, смена имени была предложена букинг-агентом Генри Уилсоном из-за созвучия фамилии начинающего актёра с именем актёра Джорджа О’Хэнлона.
Начиная с 1955 года, появляется в заметных ролях в телесериалах, начиная с роли в эпизоде «Томас и вдова» сериала NBC «Пограничье»; был приглашенной звездой в ранних ситкомах «Привет, Джинни!» и «Народный избранник», а также криминальных драмах «Городской детектив» и «State Trooper». С 1957 года снимается под именем Майкл Коннорс, после 1966 года сокращённым до «Майка Коннорса».
В 1958 году он сыграл заглавную роль в заключительном эпизоде «Саймон Питт» сериала NBC Western «Барабан Джефферсона». Он также появился в другом сериале этого канала «Калифорнийцы». В том же году снимается в роли коррумпированного лейтенанта Майлза Бордена в сериале NBC «Wagon Train» и играет роль в эпизоде сериала «Симаррон-Сити».
С 1967 года снимался в заглавной роли детектива Джо Мэнникса в телесериале «Мэнникс», ставшем самой известной работой Коннорса.
С конца 1960-х годов неоднократно обращался к теме американцев армянского происхождения. Этот аспект проявился ещё в «Мэнниксе», где его герой в нескольких сериях свободно общается по-армянски. Вскоре после завершения сериала Коннорс также снялся в главной роли Карла Оганяна в телефильме «Убийца, который не умрёт» (1976). Впоследствии участвовал в качестве нарратора в нескольких тематических документальных фильмах К. Майкла Агопяна, включая The Forgotten Genocide (1975) и Ararat Beckons (1995), фильме Пола Калиняна об армяно-американском писателе Уильяме Сарояне (1994), был одним из героев фильма The Armenian Americans (2000), участвовал в благотворительности и помогал в сборе средств для Millennium Armenia Children’s Vaccine Fund.
Последние годы жил в Лос-Анджелесе, Калифорния.

## Частичная фильмография
| Год       |    | Русское название                     | Оригинальное название                 | Роль                                                 |
| --------- | -- | ------------------------------------ | ------------------------------------- | ---------------------------------------------------- |
| 1952      | ф  | Внезапный страх                      | Sudden Fear                           | Джуниор Кирни                                        |
| 1953      | ф  |                                      | The 49th Man                          | лейтенант Мэгрю                                      |
| 1953      | ф  | Небесный остров                      | Island in the Sky                     | Гэйнер                                               |
| 1955      | ф  | Пять ружей Запада                    | Five Guns West                        | Хэйл Клинтон                                         |
| 1955      | с  | Опознание                            | The Lineup                            |                                                      |
| 1955      | с  |                                      | Frontier                              | Томас                                                |
| 1955      | с  | Театр звёзд Шлица                    | Schlitz Playhouse                     | Мел Данлап, Лу Ренальди                              |
| 1955      | с  | Жизнь и житие Уайетта Эрпа           | The Life and Legend of Wyatt Earp     | Пэт Смит                                             |
| 1955      | ф  | День, когда Земле пришёл конец       | Day the World Ended                   | Тони Ламонт                                          |
| 1956      | с  |                                      | Dr. Hudson's Secret Journal           |                                                      |
| 1956      | с  | Миллионер                            | The Millionaire                       | Викстор Воланте                                      |
| 1956      | ф  | Болотные женщины                     | Swamp Women                           | Боб Мэтьюз                                           |
| 1956      | ф  | Женщина из Оклахомы                  | The Oklahoma Woman                    | Том Блейк                                            |
| 1956      | ф  | Десять заповедей                     | The Ten Commandments                  | амаликитянский пастух                                |
| 1956      | ф  |                                      | Flesh and the Spur                    | Стейси Таннер (также исполнительный продюсер фильма) |
| 1956      | с  | Дымок из ствола                      | Gunsmoke                              | Бостик                                               |
| 1957      | ф  | Женщина вуду                         | Voodoo Woman                          | Тед Бронсон                                          |
| 1957      | с  | Команда М                            | M Squad                               | Пит Виковлский                                       |
| 1957      | с  |                                      | Have Gun – Will Travel                | Джонни Дарт                                          |
| 1957      | с  | Шоу Гейл Сторм                       | The Gale Storm Show                   | Джерри Мосс                                          |
| 1957      | с  | Мэверик                              | Maverick                              | шериф Барни Филлмор, Ральф Джордан                   |
| 1958      | ф  | Живи быстро, умри молодым            | Live Fast, Die Young                  | Рик                                                  |
| 1958      | с  | Шайенн                               | Cheyenne                              | Рой Симмонс                                          |
| 1959      | с  | Бронко                               | Bronco                                | Хёрд Эллиотт                                         |
| 1959      | с  | Шаг за грань                         | One Step Beyond                       | Марио Патруццио                                      |
| 1959      | с  | Калифорнийцы                         | The Californians                      | Чарльз Кора                                          |
| 1959      | с  | Майк Хаммер                          | Mike Hammer                           | Марти, Лу Торрей                                     |
| 1960      | с  |                                      | Tightrope!                            | агент Ник Стоун                                      |
| 1962      | с  | Неприкасаемые                        | The Untouchables                      | Эдди О'Гара                                          |
| 1964      | ф  | Тревожная кнопка                     | Panic Button                          | Фрэнк Пагано                                         |
| 1964      | ф  | Хороший сосед Сэм                    | Good Neighbor Sam                     | Ховард Эббетс                                        |
| 1964      | ф  | Куда ушла любовь                     | Where Love Has Gone                   | майор Люк Миллер                                     |
| 1964      | с  | Перри Мейсон                         | Perry Mason                           | Джо Келли                                            |
| 1965      | ф  | Харлоу                               | Harlow                                | Джек Харрисон                                        |
| 1965      | ф  |                                      | Situation Hopeless... But Not Serious | сержант Лаки Файндер                                 |
| 1966      | ф  | Дилижанс                             | Stagecoach                            | Хатфилд                                              |
| 1966      | ф  |                                      | Kiss the Girls and Make Them Die      | Келли                                                |
| 1967—1975 | с  | Мэнникс                              | Mannix                                | детектив Джо Мэнникс                                 |
| 1968—1970 | с  |                                      | The Red Skelton Show                  | хирург, авиапилот, Генри Прингл                      |
| 1971      | с  | Вот – Люси                           | Here's Lucy                           | детектив Джо Мэнникс                                 |
| 1977      | с  | Полицейская история                  | Police Story                          | Кёртис Манделл                                       |
| 1979      | ф  |                                      | Avalanche Express                     | Халлер                                               |
| 1979      | тф |                                      | High Midnight                         | капитан Лу Микалич                                   |
| 1980      | тф | Ночное убийство                      | Nightkill                             | Венделл Атвелл                                       |
| 1981—1982 | с  |                                      | Today's FBI                           | Бен Слейтер                                          |
| 1981—1982 | с  | Лодка любви                          | The Love Boat                         | Марк Хейвард, Сидней, Слоан                          |
| 1985      | ф  | Слишком страшно, чтобы кричать       | Too Scared to Scream                  | лейтенант Алекс Динардо (также продюсер фильма)      |
| 1988—1989 | с  | Война и воспоминание                 | War and Remembrance                   | полковник Харрисон Питерс                            |
| 1989      | с  | Альфред Хичкок представляет          | Alfred Hitchcock Presents             | Роберт Логан                                         |
| 1989—1997 | с  | Она написала убийство                | Murder, She Wrote                     | Бойс Браун, Уолтер Мюррей                            |
| 1993      | с  | Комиссар полиции                     | The Commish                           | Джеймс Хайден                                        |
| 1993      | с  | Супруги Харт: Возвращение            | Hart to Hart Returns                  | Билл Макдауэлл                                       |
| 1994      | ф  | Нижний город                         | Downtown Heat                         | Стив                                                 |
| 1997      | с  | Диагноз: Убийство                    | Diagnosis: Murder                     | детектив Джо Мэнникс                                 |
| 1997      | ф  | Джеймс Дин: Наперегонки с судьбой    | James Dean: Live Fast, Die Young      | Джек Уорнер                                          |
| 1998      | с  | Крутой Уокер: Правосудие по-техасски | Walker, Texas Ranger                  | судья Артур Макспадден                               |
| 1998—1999 | с  | Геркулес                             | Hercules                              | Чипакл (голос)                                       |
| 2000      | ф  |                                      | The Extreme Adventures of Super Dave  | Осборн                                               |
| 2007      | с  | Два с половиной человека             | Two and a Half Men                    | Хьюго                                                |

## Номинации и награды
1965 — номинация в категории «новые мужские лица» премии Laurel Awards журнала Motion Picture Exhibitor
Большинство остальных номинаций и премий были присуждены актёру за исполнение заглавной роли детектива Джо Мэнникса в сериале «Мэнникс»:
- 1970, 1971, 1972, 1973 — номинации на премию «Эмми» за лучшую мужскую роль в драматическом телесериале[5]
- 1970 — Премия «Золотой глобус» за лучшую мужскую роль в телевизионном сериале (драма)[6]
- 1971, 1972, 1973, 1974, 1975 — номинации на «Золотой глобус» за лучшую мужскую роль в телевизионном сериале (драма)[6]
- 2003 — номинация на TV Land Awards в категории «любимый борец с преступностью в драматической постановке»[7]

Уже после окончания экранной карьеры, в 2014 году актёр был удостоен премии за пожизненный вклад в культуру от Международного кинофестиваля ARPA.

## Дополнительные источники
- Майк Коннорс (англ.) на сайте Internet Movie Database
- Майкл Коннорс (англ.) на сайте Turner Classic Movies
- Tom Weaver. Mike Connors // Eye on Science Fiction: 20 Interviews with Classic SF and Horror Filmmakers. — McFarland & Company, 2003. — P. 16—35. — ISBN 9780786416578.
- Mannix Was the Man. The Washington Post (16 ноября 2007). Дата обращения: 29 января 2017.
- Matthew Belloni. 'Mannix' Star Mike Connors Sues CBS, Paramount for Unpaid Profits. The Hollywood Reporter (19 мая 2011). Дата обращения: 28 января 2017.
- Mike Barnes. Mike Connors, Principled Private Detective on 'Mannix,' Dies at 91. The Hollywood Reporter (26 января 2017). Дата обращения: 28 января 2017.
- Pat Saperstein. Mike Connors, ‘Mannix’ Star, Dies at 91 (англ.). Variety (26 января 2017). Дата обращения: 28 января 2017.
- Mike Connors, who played TV's swashbuckling private eye 'Mannix,' dies at 91 (англ.). Dallas News (27 января 2017). Дата обращения: 1 февраля 2017.
- Eric Grode. Mike Connors, Long-Running TV Sleuth in ‘Mannix,’ Dies at 91 (англ.). The New York Times (27 января 2017). Дата обращения: 28 января 2017.
- Умер актер из сериала «Менникс» Майк Коннорс. Газета.ru, со ссылкой на The Hollywood Reporter (27 января 2017). Дата обращения: 1 февраля 2017.
- Умер актер из сериалов «Крутой Уокер» и «Менникс». Lenta.Ru (27 января 2017). Дата обращения: 28 января 2017.
- Ирина Кушнир. Умер звезда сериалов "Крутой Уокер" и "Геркулес". Комсомольская правда (27 января 2017). Дата обращения: 1 февраля 2017.
- Yoram Kabana. In Memoriam: Mike Connors, aka Mannix, Golden Globe Winner, 1925-2017 (англ.). Hollywood Foreign Press Association / Golden Globes website (28 января 2017). Дата обращения: 29 января 2017.